# Gervais-Trichterohr

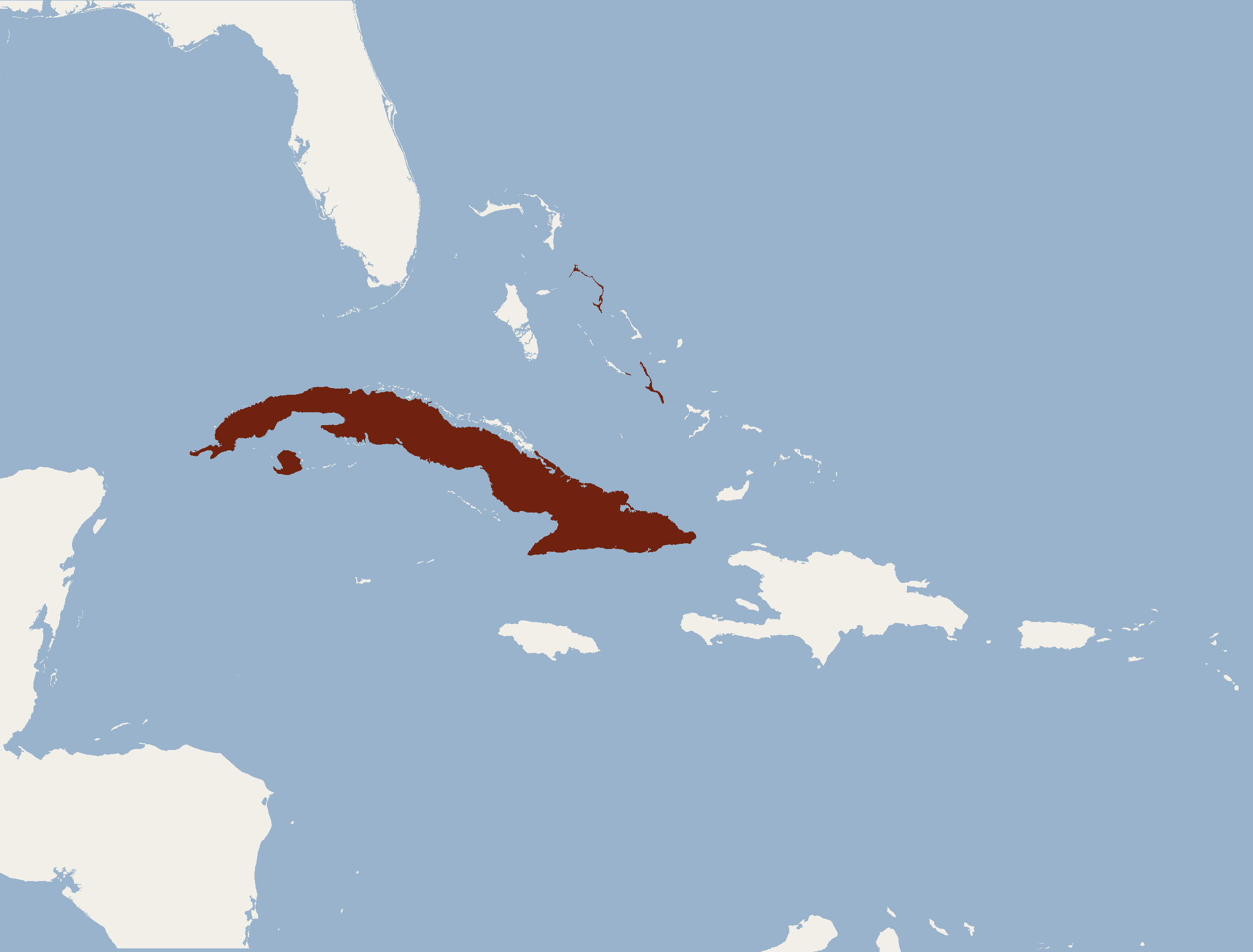
Skizze des Verbreitungsgebiets, auf den Bahamas ist mindestens eine Insel nicht eingefärbt

Das Gervais-Trichterohr (Nyctiellus lepidus) ist ein in der Karibik verbreitetes Fledertier in der Familie der Trichterohren. Die Art wurde bei der Erstbeschreibung in die Gattung Zweifarbfledermäuse (Vespertilio) und später bis in die 1990er Jahre in die Gattung Eigentliche Trichterohren (Natalus) eingeordnet. Aufgrund verschiedener morphologischer und genetischer Abweichungen, erfolgte die Zuordnung zur monotypischen Gattung Nyctiellus.

## Merkmale
Diese Fledermaus ist mit einer Kopf-Rumpf-Länge von 30 bis 40 mm und einem Gewicht von 3 bis 5 g ein sehr kleines Säugetier. Sie hat dunkles Fell und eine Einkerbung in den Lippen. Im Gegensatz zu den Natalus-Arten sind die Ohren recht schmal. Das für die Familie typische Natalidenorgan der Männchen liegt weit hinten an der Schnauze. Andere Unterschiede zu den Eigentlichen Trichterohren sind die weniger abgeflachte Hirnschale, während der Schnauzenteil des Schädels (Rostrum) stark abgeflacht ist. Typisch sind spachtelförmige obere Schneidezähne, kleine obere Eckzähne und die ersten Prämolaren im Ober- sowie Unterkiefer sind deutlich kleiner als die folgenden. Verglichen mit dem Kleinen Bahamas-Trichterohr (Chilonatalus tumidifrons) sind die Ohren kleiner und es gibt keine lippenartige Wulst auf dem Kinn.

## Verbreitung
Das Gervais-Trichterohr lebt auf Kuba, auf wenigen zugehörigen Inseln wie Cayo Romano und Isla de la Juventud sowie auf zentralen Inseln der Bahamas östlich von New Providence. Eine frühere Population auf Andros ist ausgestorben. Die Fledermaus lebt im Flach- und Hügelland bis 420 Meter Höhe. Sie hält sich in tropischen Strauchflächen und Wäldern auf, die feucht, trocken, immergrün oder teilweise laubabwerfend sein können.

## Lebensweise
Die Individuen jagen Insekten wie Rundkopfzikaden, Fliegen, Termiten, Hautflügler oder Echte Motten. Sie sind sehr wendig und können in dichtem Bewuchs fliegen. Außerhalb der Paarungszeit, die im Winter stattfindet, bilden Männchen und Weibchen große getrennte Kolonien, in den die Exemplare etwas Abstand voneinander halten. Das Versteck liegt in Höhlen oder verlassenen Bergwerksstollen, die meist feucht, doch nicht immer warm sind. Das Gervais-Trichterohr lässt sich nur wenn der Abstand sehr gering ist, von menschlichen Besuchern stören. Nach acht bis zehn Monaten Trächtigkeit bringt das Weibchen ein Jungtier zur Welt, das etwa das halbe Gewicht der Mutter aufweist.

## Gefährdung
Trotz der relativen Unerschrockenheit der Individuen, können sich viele Besucher in den Höhlen oder neue Bergbauaktivitäten negativ auswirken. Vermutlich nimmt die Gesamtpopulation leicht ab. Die IUCN listet die Art als nicht gefährdet (least concern).